# بور (دربندرود)
بور (بالفارسية: بور) هي مستوطنة تقع في إيران في قسم دربندرود الريفي. يقدر عدد سكانها بـ 27 نسمة .